# Etremopa royi
Etremopa royi is een slakkensoort uit de familie van de Clathurellidae. De wetenschappelijke naam van de soort is voor het eerst geldig gepubliceerd in 1913 door Sowerby III.